# Oliver Feldballe
Oliver Feldballe (født 3. april 1990) er en dansk fodboldspiller, der spiller midtbane i FC Fredericia. Han skiftede til den danske klub fra Sarpsborg 08 på en transfer i sommeren 2015. Han har desuden spillet på U19-landsholdet.
Feldballe blev student i 2008 fra Sct. Knuds Gymnasium.
I 2009 var han på et træningsophold i Liverpool FC. 1. juni 2009 tegnede han fuldtidskontrakt med OB, der gælder til 2011.
Hans første fodboldklub var Boldklubben Marienlyst i Odense, før hans skift til OBs ungdomsklub U17, hvor han så skiftede til U19 og derefter skiftet til OBs trup i førsteholdet ligaen.